# NGC 1165
NGC 1165 je galaksija u zviježđu Kemijska peć.

## Vanjske poveznice
- SEDS: NGC 1165